# Karol Šavel
Karol Šavel, též Karel Šavel (10. května 1921 – 10. listopadu 1997) byl slovenský a československý politik Komunistické strany Slovenska, poúnorový poslanec Národního shromáždění ČSR a poslanec Slovenské národní rady a Sněmovny národů Federálního shromáždění za normalizace.

## Biografie
Ve volbách roku 1954 byl zvolen za KSS do Národního shromáždění ve volebním obvodu Žilina-město-Bytča. V parlamentu setrval až do konce funkčního období, tedy do voleb roku 1960. K roku 1954 se profesně uvádí jako vedoucí tajemník Krajského výboru KSS v Žilině.
Po federalizaci Československa usedl do Sněmovny národů Federálního shromáždění. Mandát nabyl až dodatečně v březnu 1971. Do funkce ho nominovala Slovenská národní rada, kde rovněž zasedal. Ve FS setrval do konce volebního období, tedy do voleb v roce 1971. Jako zvolený poslanec SNR se uvádí i po volbách v roce 1981.
Po roce 1945 byl tajemníkem Okresního národního výboru v Popradu. V období let 1949-1952 působil coby člen Krajského výboru KSS v Košicích. V letech 1959-1965 byl náměstkem pověřence pro školství a kulturu. V letech 1953-1981 se uvádí jako člen Ústředního výboru Komunistické strany Slovenska. Působil rovněž jako generální tajemník Svazu československo-sovětského přátelství.